# Actes et paroles - Avant l'exil

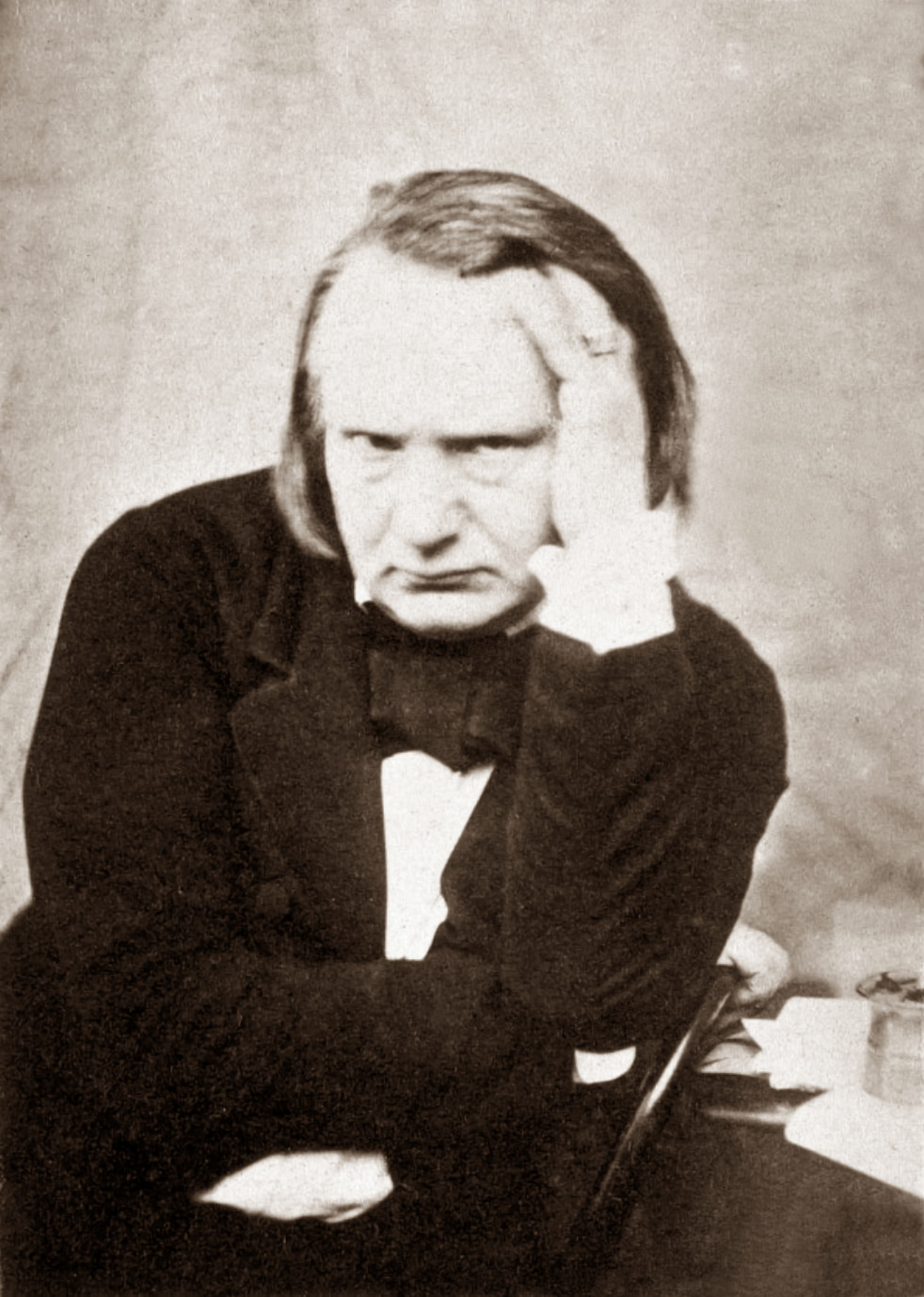
Victor Hugo.

Actes et paroles - Avant l'exil est un recueil de textes politiques écrits par Victor Hugo entre 1841 et 1851, et publié en 1875. Il est suivi de Actes et paroles - Pendant l'exil et de Actes et paroles - Depuis l'exil.

## Présentation
Ce recueil, que complètent Actes et paroles - Pendant l'exil et Actes et paroles - Depuis l'exil, dévoile la pensée politique hugolienne et son engagement public avant l'évènement du Second Empire.
Il rassemble des discours, déclaration publiques, textes politiques destinés à la Chambre des pairs, l'Assemblée Constituante (1848) ou bien l'Assemblée législative (entre 1849 et 1851), tous écrits antérieurement à l'exil de Victor Hugo, qui dure de 1851 de 1870.
Ce recueil permet de suivre son parcours depuis son élection à l'Académie française en 1841, jusqu’à sa fuite de France en passant par sa nomination comme Pair de France en 1845. Il réclame la liberté de la presse, du théâtre et de l’enseignement, ainsi que l’abolition de la peine de mort.